# Чивидале дел Фриули
Чивидале дел Фриули (на италиански: Cividale del Friuli, на фриулски: Cividât, Чивидат, на словенски: Čedad, Чедад) е старинен град и община в североизточния италиански Фриули (регион Фриули-Венеция Джулия) с 11 602 жители (на 1 януари 2009).
Градът се намира на 17 км източно от Удине, недалече от границата със Словения от двете страни на р. Натизоне.
В древността градът е бил келтско селище, което Юлий Цезар издига на град (лат. Forum Iulii, Пазар на Юлий).
По време на преселението на народите Чивидале е към царството на Одоакър, след това към Остготското царство и към Византия.
През 568 градът е завладян от лангобардите, които там си създават свое херцогство.
През 1421 град Чивидале минава към Венеция, след това е владян от хабсбургите и през 1866 градът е причислен към царство Италия.
В Чивидале е роден големият лангобардски историк Павел Дякон или Павел Варнефрид (725/730 – 797/799).